# 斯萊登 (密西西比州)
斯萊登（英語：Slayden）是位於美國密西西比州馬歇爾縣的非建制地區。

## 歷史
斯萊登的郵局於1875年設立，其後於1909年停運。當地於1900年時有人口26人。

## 地理
斯萊登所處的海拔為高於海平面174米（即571英呎），而該地所採用的時區為UTC-6，即北美中部時區（CST）。同時該地設有夏令時間，為UTC-6調快一小時，即UTC-5（CDT）。